# Loma Linda (Missouri)
Loma Linda és una població dels Estats Units a l'estat de Missouri. Segons el cens del 2000 tenia 507 habitants.

## Demografia
Segons el cens del 2000, Loma Linda tenia 507 habitants, 203 habitatges, i 169 famílies. La densitat de població era de 54,5 habitants per km².
Dels 203 habitatges en un 28,6% hi vivien nens de menys de 18 anys, en un 74,9% hi vivien parelles casades, en un 4,4% dones solteres, i en un 16,7% no eren unitats familiars. En el 12,8% dels habitatges hi vivien persones soles el 3% de les quals corresponia a persones de 65 anys o més que vivien soles. El nombre mitjà de persones vivint en cada habitatge era de 2,5 i el nombre mitjà de persones que vivien en cada família era de 2,72.
Per edats la població es repartia de la següent manera: un 20,3% tenia menys de 18 anys, un 5,3% entre 18 i 24, un 26,8% entre 25 i 44, un 34,5% de 45 a 60 i un 13% 65 anys o més.
L'edat mediana era de 44 anys. Per cada 100 dones de 18 o més anys hi havia 106,1 homes.
La renda mediana per habitatge era de 53.750 $ i la renda mediana per família de 61.250 $. Els homes tenien una renda mediana de 52.188 $ mentre que les dones 26.500 $. La renda per capita de la població era de 28.583 $. Entorn de l'1,2% de les famílies i l'1,4% de la població estaven per davall del llindar de pobresa.

## Poblacions més properes
El següent diagrama mostra les poblacions més properes.